# ONE of 500
ONE of 500 ist ein in Entwicklung befindliches Computerspiel des deutschen Indie-Studios Lightword Productions. In dem Adventure wird die Geschichte der Evangelien aus der Perspektive eines von Konflikten geplagten Fischerjungen erzählt. Als das Spiel 2018 angekündigt wurde, galt es als das erste Spiel seiner Art, das die Geschichte der Evangelien in hoher grafischer und spielerischer Qualität erlebbar machen möchte.

## Handlung
ONE of 500 ist ein storygetriebenes Abenteuerspiel, das die Geschichte Jesu von Nazareth aus der Sicht eines jungen Fischers erzählt. Die Spielenden schlüpfen in die Rolle von Benjamin, einem Fischerjungen in Kapernaum. Dieser versucht, ein besseres Leben zu führen, doch dabei wird er in schwelende Konflikte seiner Zeit hineingezogen. In seinem Dorf, Kafarnaum, taucht ein Wanderprediger namens Jesus von Nazareth auf.
Im Prolog des Spiels kommt Ben mit seinem Vater zu spät vom Fischen zurück, wodurch er die Möglichkeit, als schlichter Fischer eine höhere Bildung bei einem Rabbi zu erlangen, anscheinend verspielt hat. Sein Rabbi, Shebuel, gibt ihm eine letzte Chance, den Inhalt einer Schriftrolle bis zum nächsten Tag gelernt zu haben. Ben beschließt, die Schriftrolle beim Synagogenvorsteher zu stehlen, wofür er die Hilfe seines Freundes Noahs benötigt. Noah hat eine düstere Vergangenheit und versucht selbst, aus seinem Leben auszubrechen. 
Unterwegs werden die beiden immer wieder vor Rätsel und Hindernisse gestellt, die sie überwinden müssen. Gleichzeitig muss sich Ben entscheiden, wie er sich gegenüber Noah verhält und mit welchen Mitteln er seine Ziele erreicht. Als er es endlich geschafft hat, die Schriftrolle zu finden und zu lernen, werden die beiden entdeckt. Noah versucht mit der Schriftrolle zu türmen, während Ben sie nur zum Lernen nutzen wollte. Dabei kommt es zu einem tragischen Unfall, der Ben vor die grausame Wahl stellt, ob er Noah alleine zurücklässt und seine Haut rettet, oder ob er bei seinem Freund bleibt und seine eigene Karriere riskiert.

## Spielprinzip
Ein Großteil des Spiels besteht aus dem Erkunden der Welt. Gegenstände können betrachtet werden und historische Infos dazu abgerufen werden. Gelegentlich werden vom Spieler situative Entscheidungen verlangt, die Einfluss auf den weiteren Spielverlauf nehmen. Ziel ist es, den Spielern Einblicke in die Kultur, Gesellschaft und Konflikte der antiken Welt zu vermitteln und sie mit bedeutenden Lebensfragen sowie moralischen Dilemmata zu konfrontieren. Ein sogenanntes Bible-Log weist darauf hin, wenn Inhalte in der Geschichte sich mit den Ereignissen der Evangelien überschneiden, um so die Geschehnisse im Spiel von den Geschehnissen in der Bibel unterscheiden zu können.

## Entwicklung und Hintergründe
Die Idee zu ONE of 500 entstand aus der Dissertation von Amin Josua, dem Gründer von Lightword Productions. Diese ergab, dass junge Menschen Interesse daran haben, biblische Inhalte durch Videospiele zu erkunden. Das Entwicklungsteam setzt sich aus Fachleuten verschiedener Bereiche zusammen, darunter Spieleentwicklung, Schriftstellerei, Archäologie und Musik.
Im Jahr 2020 starteten die Entwickler eine Crowdfunding-Kampagne auf der Plattform Kickstarter, die nach der Hälfte der Dauer wieder abgebrochen wurde. Zu diesem Zeitpunkt stand sie bei rund 60.000 € von angestrebten 150.000 € Finanzierungssumme. Die Entwickler begründeten den Schritt damit, dass sich an der Investorensituation etwas geändert habe und das Timing nicht optimal gewesen sei. Kurze Zeit danach wurde es jedoch still um das Projekt.
Wenig später gab das Studio dann eine Zusammenarbeit mit dem Produktionshaus remote control productions bekannt. Mithilfe der vermeintlich größten Entwickler-Familie Europas wurde nach weiteren Finanziers und Publishern Ausschau gehalten.
Ein weiterer Zeitraum folgte, in dem es still um das Projekt wurde und wenig Neues zu sehen war, was in der Community zum Teil auf Kritik und Zweifel stieß, ob das Game jemals veröffentlicht werden würde. Im Dezember 2023 gab das Studio dann in seinem Newsletter bekannt, dass die bisherigen Gesellschafter aus der Firma ausgestiegen sind und das Projekt unter das Dach einer US-amerikanischen Stiftung gestellt wurde.
Im März 2024 beantragte die Produktionsfirma Lightword Production GmbH Insolvenz, die mit einer Liquidierung des Unternehmens abgeschlossen wurde.

### Soundtrack
Der Soundtrack für das Spiel wird vom Studio Totem Warriors produziert, deren Komponist und Musiker Juan Garcia-Herreros Oscar- und Grammy-Awards gewonnen hat und Filmmusik mit Hans Zimmer produzierte. Die Flötenmusik in ONE of 500 wurde von Pedro Eustache beigesteuert, der mit seinen zum Teil eigens gebauten Flöten u. a. für The Mandalorian, Kung Fu Panda, Fluch der Karibik und Die Passion Christi Musik produzierte.
Im Fokus des Soundtracks von ONE of 500 steht ein Klang, der primär durch Instrumente erzeugt werden soll, die schon zur Zeit Jesu existierten. 

## Rezeption
Über das Spiel wurde seit 2019 des Öfteren in den Medien berichtet, unter anderem auf Zeit Online sowie im Radio und TV auf SWR und ZDF.

### Auszeichnungen
Im Jahr 2019 konnte ONE of 500 beim größten christlichen Führungskongress Europas, dem Kongress Christlicher Führungskräfte, in einem Wettbewerb den Innovationspreis gewinnen.